# Ђузепе Фарина
Ђузепе Фарина (итал. Giuseppe Emilio "Nino" Farina; Торино, 30. октобар 1906 — Егбел, 30. јун 1966) је био италијански возач формуле 1 и први шампион света у том такмичењу.

## Рано доба
Ђузепе Фарина је рођен 30. октобра 1906. године у Торину.
Фарина је трке почео возећи Масерати.
Своју прву међународну победу Фарина је остварио 1934. године на Масариковој стази крај Брна.
Био је првак Италије три пута од 1937. до 1939. године.

## Формула 1
Када је након Другог светског рата, Међународна аутомобилска асоцијација - ФИА објавила да ће 1950. године почети са светским првенствима, Фарина је обезбедио себи место у тиму Алфа Ромео уз Хуана Мануела Фанђа.
На званично првој трци Формуле 1, ВН Британије 1950, Фарина је тријумфовао.
Те сезоне је остварио укупно три победе на седам трка и тако себи обезбедио титулу светског шампиона у првој сезони одржавања тог такмичења.
То је уједно и био врхунац његове каријере.
Формулу 1 је возио још 5 сезона - до 1955. године. Од 1952. године је возио за тим Ферарија.
Иако је био међу бољим возачима, тих година је стазама владао Фанђо, па Фарина није успео да понови свој успех из 1950. године.
Његова последња гран при победа је била на ВН Немачке 1953. године.

## Након формуле 1
Фарина се након Формуле 1 хтео опробати у такмичењу Индијанополис 500, али је после тва тешка удеса у припремним тркама одустао од тог такмичења.
Фарина је настрадао у саобраћајној несрећи, 30. јуна 1966. године у Егбелу. Возећи се да посматра ВН Француске 1966. године, Фарина је слетео са пута и ударио у телеграфски стуб.

## Преглед каријере
- 1950, Алфа Ромео, 30 поена, 1. место
- 1951, Алфа Ромео, 19 поена, 4. место
- 1952, Ферари, 24 поена, 2. место
- 1953, Ферари, 26 поена, 3. место
- 1954, Ферари, 6 поена, 8. место
- 1955, Ферари, 10.3 поена, 5. место